# Бебий Маса
Бебий Маса (на латински: Baebius Massa; Bebius) е политик на Римската империя и информатор (delatores) по времето на император Домициан през края на 1 век. Произлиза от плебейската фамилия Бебии.
През 70 г. той е прокуратор в провинция Африка. Тацит пише jam tune optimo cuique exitiosus (Historia, 4.50.), че Маса издава местонахождението на Луций Калпурний Пизон на служещите на императорския легат Гай Валерий Фест, които по-късно го убиват в Картаген.
По-късно Маса е фаворит на император Домициан и той го назначава за управител на провинцията Бетика в днешна Испания. Там той забогатява за сметка на другите служители, които през 93 г. се бунтуват против него. Те са представяни от адвокатите Херений Сенецио и Плиний Млади. Домициан не му помага в процеса. Маса е осъден и собствеността му е поставена под държавен контрол.